# Županijska cesta Ž6253
Ž6253 je županijska cesta u Hrvatskoj.
Nalazi se u Dalmaciji i spaja gradić Klis s državnom cestom D8 u Solinu. Počinje ispod Kočinjeg brda, na križanju s državnom cestom D56 koja s Klisa vodi prema Muću, u istom kompleksu je i spoj na županijsku cestu Ž6260 koja vodi do Dugopolja. Cesta se zatim spušta, prolazeći ispod tvrđave Klis tunelom kojim je nekad vozila Sinjska rera. Dalje se spušta s Klisa prema Solinu, te završava na solinskoj "Širini" spajanjem na državnu cestu D8. 
Lokalno je poznata kao "Stara kliška cesta".

## Znamenitosti
Osim tvrđave Klis, uz cestu se nalazi i arheološki lokalitet Rižinice, poznat po pronalasku ulomka s imenom kneza Trpimira.

## Vanjske poveznice
|  | Zajednički poslužitelj ima još gradiva o temi Županijska cesta Ž6253 |